# Батарея № 43 (Церель)
Батарея № 43 — крупнокалиберная береговая батарея в составе Моонзундской позиции Морской крепости Императора Петра Великого, защищавшая Ирбенский пролив. Находилась у мыса Церель (южная оконечность полуострова Сырве, о. Сааремаа, Эстония)

## История
Строительство под руководством Н. И. Унгермана началось осенью 1916 года и было закончено в апреле 1917 года.
В сентябре 1917 года немцы, стремившиеся прорваться в Рижский залив, начали интенсивно бомбить батарею, орудия которой не позволяли производить минное траление в Ирбенском проливе. В 01:05 17 сентября 60-килограммовая фугасная бомба, сброшенная с  гидроплана Friedrichshafen FF-41at №997, взорвалась у входа в пороховой погреб орудия №2. Часовой погиб. Двери сорвало с петель, загорелись пороховые полузаряды. Выброшенные из погреба полузаряды подожгли сарай с моторами и мельницу. Личный состав 43-й батареи и соседних батарей пытался потушить пожар, однако в погребе произошел взрыв, в результате чего погиб 71 человек, в том числе командир 4-го батальона береговой артиллерии полковник корпуса гидрографов Ломан, заведующий технической частью лейтенант Тимофеев, командир 43-й батареи подпоручик Максютин, младший офицер 43-й батареи мичман Григорьев. Ранения и контузии получили 56 человек, в том числе младшие офицеры 43-й батареи мичман В. Б. Поликарпов и прапорщик Манихин.
Отличилась в бою 1 октября 1917 г.

## Описание
Батарея № 43 имела ряд серьёзных недостатков: установки стояли открыто, без какой бы то ни было броневой защиты. Бетонные брустверы начали строить перед самым началом операции «Альбион». И кроме того, батарею в ущерб маскировке слишком далеко продвинули на юг, к проливу. Это, конечно, повлияло на исход Моонзундского сражения, но это влияние не было решающим. Крайне неудачным оказалось устройство погребов. Открытые с тыла, они имели здесь широкие входы для тележек с боеприпасами. Входы закрывались лишь дубовыми дверями, и это обстоятельство имело трагические последствия…— Амирханов Л. Морская крепость Императора Петра Великого

## Образ в искусстве
Связанные с батареей № 43 события 1917 года нашли отражение в романе В. С. Пикуля «Моонзунд» и одноимённом художественном фильме. Командир батареи старший лейтенант Николай Бартенев выведен в романе под именем старшего лейтенанта Сергея Артеньева. Одноимённый фильм снимался на 3-м форту Лиепаи (Кароста), при этом вместо 305/52-мм орудий использовалось одно 210-мм орудие Бр-17 и деревянные макеты.